# Campylium trichocladum
Campylium trichocladum là một loài rêu trong họ Amblystegiaceae. Loài này được Taylor Broth. mô tả khoa học đầu tiên năm 1908.